# Sackenomyia ribesifolia
Sackenomyia ribesifolia är en tvåvingeart som beskrevs av Fedotova 1987. Sackenomyia ribesifolia ingår i släktet Sackenomyia och familjen gallmyggor.
Artens utbredningsområde är Kazakstan. Inga underarter finns listade i Catalogue of Life.